# 이토야
이토야(일본어: 伊東屋, いとうや, 영어: ITO-YA)는 도쿄 주오구 긴자에 본점을 두고 있는 일본의 문방구 및 미술 재료 용품 전문 업체이다. 긴자 본점의 간판 위에 있는 '레드 (클립)'는 이토야의 상징으로 유명하다.

## 연혁
- 1904년 6월 16일 - 이토 가쓰타로가 도쿄 긴자 3쵸메에 '와한양 문방구·STATIONERY' (和漢洋文房具・STATIONERY)라는 간판을 내걸고 창업.
- 1909년 - 3층짜리 흰색 벽돌 건물로 개축.
- 1923년 - 관동 대지진 발생으로 본점 소실. 피해를 입지 않은 마루노우치점에서 영업 재개
- 1930년 - 지하 2층, 지상 8층의 새로운 건물 (지금의 제1이토야 빌딩, 1965년부터 마츠야에 임대)이 완공되어 영업 개시.
- 1937년 - 백화점법이 제정되자 '이토야 백화점'으로 이름을 바꿈.
- 1944년 - 물자 부족으로 폐업 결정.
- 1946년 - 전쟁으로 전소한 이토야 건물 복구, 영업 재개.
- 1965년 - 현재 본점 본관 (스테인리스 빌딩)이 완공 및 영업 개시.
- 2012년 10월 3일 - 본점 내 2층에 있던 만년필 코너를 구 2호관으로 이전하고, 만년필 전문관인 'K.ITOYA 1904'라는 이름을 달고 본점에서 독립시키는 형태로 개점.
- 2013년 1월 31일 - 스테인레스 건물의 노후화로 재건축 공사를 위해 구 본점 본관이 폐점. 이날 마츠야 긴자점 뒷편에 본점 본관이 임시 매장을 두고 개점.
- 2015년 6월 16일 - 긴자 본점을 리모델링하여 새로 개점[1].

문구 잡화점인 이토야 외에도, 소형 점포인 'itoya topdrawer' (이토야 탑드로어)와 고급 필기구를 취급하는 '카랑데슈' (カランダッシュ)를 옥호로 삼고 점포를 늘리고 있다. 또한 페이퍼 모델 전문점인 'Papierium' (파피에리움)도 점포가 있었다.
최근에는 유나이티드 애로즈와 공동 기획으로 도쿄 유라쿠초에 있는 한큐 맨즈 도쿄에 'itoya WITH UNITED ARROWS'를 열기도 했다.
한편 긴자 본점 (본관) 건물이 노후화됨에 따라 재건축 공사를 위해 2013년 1월 31일부로 임시 매장으로 본점을 이전했다. 그 직전인 2012년 10월 3일에는 그간 본점 본관 2층에 설치됐던 만년필 코너가 만년필 전문관인 'K.ITOYA 1904'라는 이름으로 독립하고 영업을 시작했다..
2015년 6월 16일 이토야는 본점 빌딩의 재건축 공사 완료와 동시에 지금까지 사용하던 임시 매장의 문을 닫고, 원래 위치에 다시 리뉴얼 오픈했다. 약 15만 점에 이르렀던 다양한 상품들을 3분의 1로 줄여, 현재 이토야가 갖춘 물품의 수는 약 5만 점이라고 한다. 취급 품목도 기존의 것들과는 크게 바뀌어, 대중적인 기호품에서 브랜드 기호품으로 바뀌고 있다. 고소득층이나 전문가용 문구를 요구하는 구매층은 대체로 호평이지만, 대중 문구를 사려는 일반 구매자층에서는 그다지 환영받지 못하고 있다.
마루노우치점에는 '칵테일 잉크' 매장이 있는데, 이곳에서는 독일 기계업체에 특별 주문해 제작한 잉크혼합기를 설치해 놓고, 고객이 원하는 색깔의 잉크(총 48색)를 즉석에서 만들어 준다.

## 이토야의 점포
도쿄
- 긴자 본점 - ITO-YA1, ITO-YA2 (본관 별관), 티 라운지 갤러리
- 이케부쿠로점 (토부 백화점 이케부쿠로점 7F)
- 신주쿠점 (오다큐 백화점 신주쿠점 10F)
- 시부야점 (도큐 백화점 도요코점 남관 3F)
- 다마가와점 (다마가와 다카시마야 S,C 남관 3,4F)
- 마루이 패밀리 미조구치점
- 그랜드 프런트 오사카점
- 하네다 신 국제 터미널점 (하네다 국제 공항 신 국제선 터미널 4F)

요코하마
- 요코하마점 (요코하마 다카시마야 6F)
- 아오바다이점 (아오바 다이 도큐 스퀘어 South-1 별관 2F)